# Beata Gwoździewicz
Beata Gwoździewicz (ur. 1971) – polska dziennikarka i prezenterka.

## Życiorys
Pochodzi z Sopotu. Od wielu lat jest związana z gdańskimi mediami. Kiedy nie udało jej się dostać do szkoły teatralnej, zdawała na ekonomię, lecz jednak po jakimś czasie postanowiła zgłosić się na kurs na prezentera radiowego Radia Gdańsk. Tam właśnie została zauważona i już w wieku 19 lat zadebiutowała na antenie tego radia. Po roku pierwszy raz pojawiła się w telewizji, prowadząc Panoramę w gdańskim ośrodku regionalnym. Ma za sobą także pracę w Radiu Plus, pracowała w TV Polonia, a w TVP 1 prowadziła takie programy jak Koncert życzeń i Przyjaciele. W latach 2005–2006 była prezenterką programu informacyjnego Teleexpress. W TVP 3 Gdańsk prezentowała pogodę i prowadziła program Dzień dobry, tu Gdańsk. Jest sekretarzem programu w Radiu Gdańsk.